# Museo nacional de Mónaco
Museo nacional de Mónaco (en francés: Musée National de Monaco) es un museo de muñecas en el principado de Mónaco. La colección del museo de muñecas y autómatas se hicieron en la ciudad francesa de París en la segunda mitad del siglo XIX. Las muñecas se presentan en vitrinas con muebles de época a escala adecuada, junto con porcelana y otros objetos. La entrada cuesta 6 euros por adulto y 4 euros por niño.